# كيس قهوة
كيس القهوة هو كيس يُستخدم لشحن القهوة وتخزينها. تُنقل حبوب القهوة عادةً في أكياس كبيرة من الجوت، بينما تُعبَّأ القهوة المباعة للمستهلكين على شكل حبوب أو قهوة مطحونة في كيس بلاستيكي صغير مغلق ومُحكم الغلق.

## الوَصف
تُستخدم أكياس الخيش أو الأكياس الخيشومية بشكل تقليدي لتخزين حبوب البن ونقلها. غالبًا ما تكون مصنوعة من الجوت ومن المُمكن أن تحتوي على 60 كيلوغرامًا (130 رطلاً) من القهوة، وقد نشأ هذا النوع من الأكياس في البرازيل وأصبح معيارًا عالميًا لاحقًا. أصبحت أيضًا وحدة قياس حتى يومنا هذا على سبيل المثال، يتم التعبير عن إحصائيات منظمة الأغذية والزراعة حول إنتاج البن في أكياس تزن 60 كجم.
تتم معالجة ألياف الجوت بالزيوت المعدنية (التي كانت تُستخدم لزيت الحوت) لتحسين قابلية الغزل لهذه المنتوجات، الأمر الذي أثار تساؤلات حول تلوث القهوة من هذه الهيدروكربونات، لكن الدراسات الإضافية أظهرت أنها متناهية الصغر.  تستخدم الأكياس المصنوعة من الألياف الاصطناعية (المنسوجة أو غير المنسوجة) بشكل شائع حتى الآن.
بمجرد استخدامها، يمكن إعادة تدوير هذه الحقائب المزخرفة أو إعادة تدويرها للعديد من الاستخدامات بما في ذلك تحولها إلى ملابس.
بدأ استبدال الكيس الذي يبلغ وزنه 60 كجم بأكياس ضخمة من البولي بروبيلين أو البولي إيثيلين، مثل حاوية سوائب وسيطة مرنة [الإنجليزية]. هذه تستخدم بشكل متزايد لتصدير البن وخاصة من البرازيل.

## تغليف المستهلكين

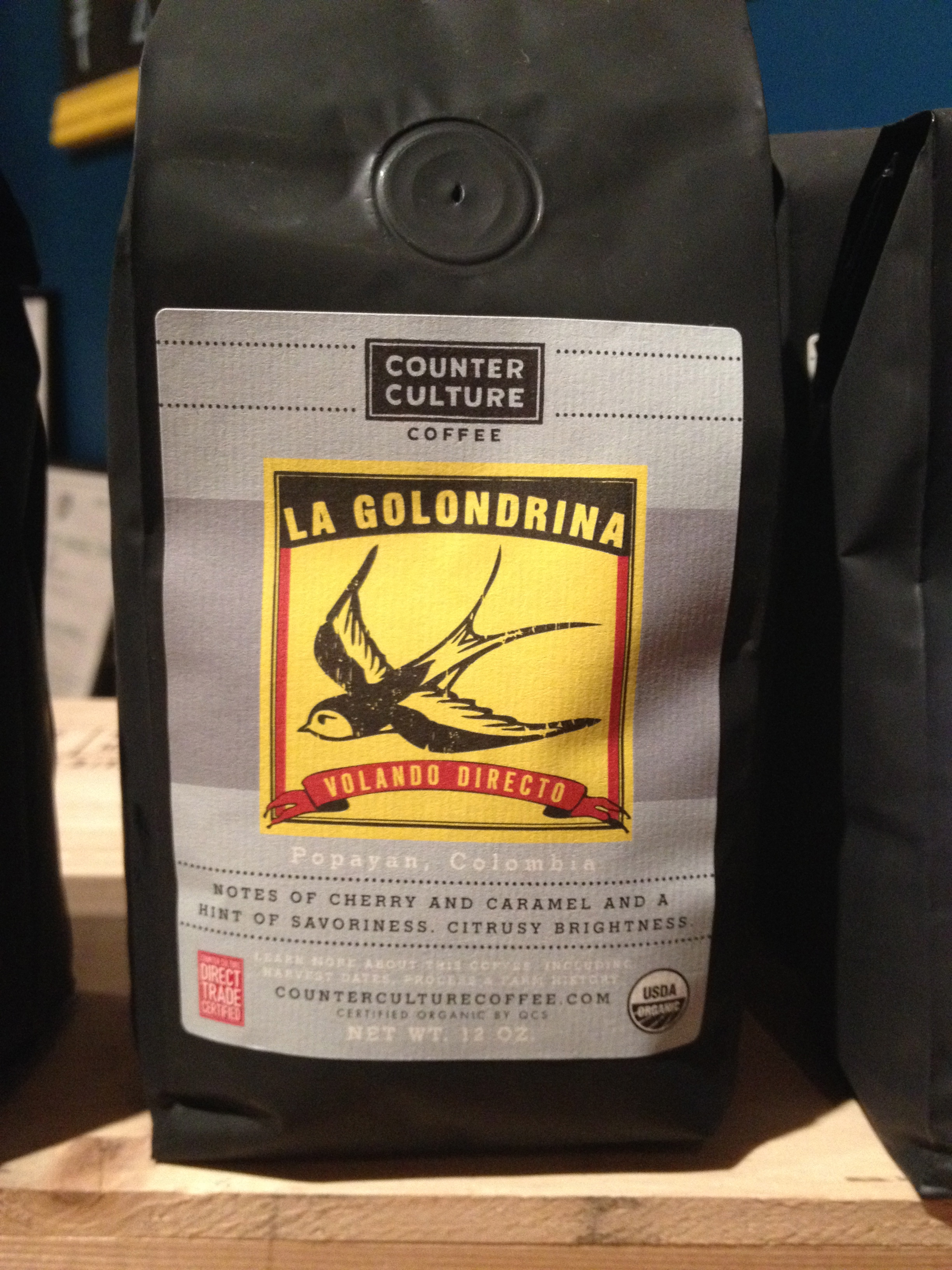
كيس بلاستيكي متعدد الطبقات مع صمام تنفيس الضغط

يستخدم المستهلكون الأكياس الصغيرة لحبوب البن أو البن المطحون. حَلَّتْ الأكياس متعددة الطبقات محل العلب الفولاذية (العُلب المعدنية) للقهوة المطحونة. هناك ميل للضغط من ثاني أكسيد الكربون (مُتراكم) في هذه الأكياس. وقد تم تطوير صمامات خاصة لتنفيس الضغط لتخفيف الضغط دون ترك الجو في الأكياس. هذهِ الصمامات إما مختومة بالحرارة أو مثبتة بمادة لاصقة. الأكياس ليست قابلة لإعادة التدوير بسهولة ولكن يمكن مقارنتها في دراسات دورة العلب المعدنية من ناحية إعادة التدوير أو الإستخدام في قضايا أوسع.

## صور توضيحيّة

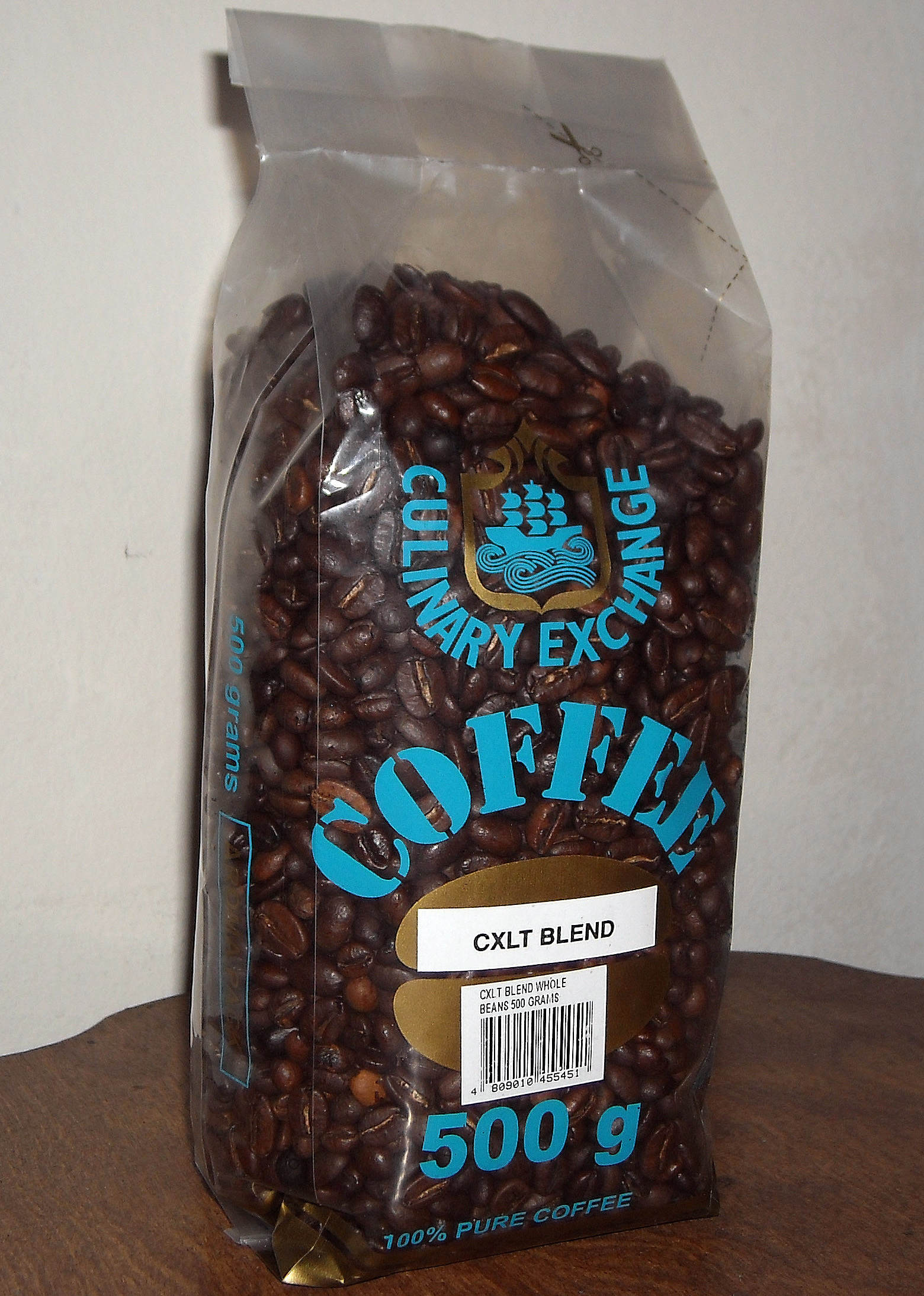
حبوب البن في كيس بلاستيكي تم شراؤها من محل بقالة محلي
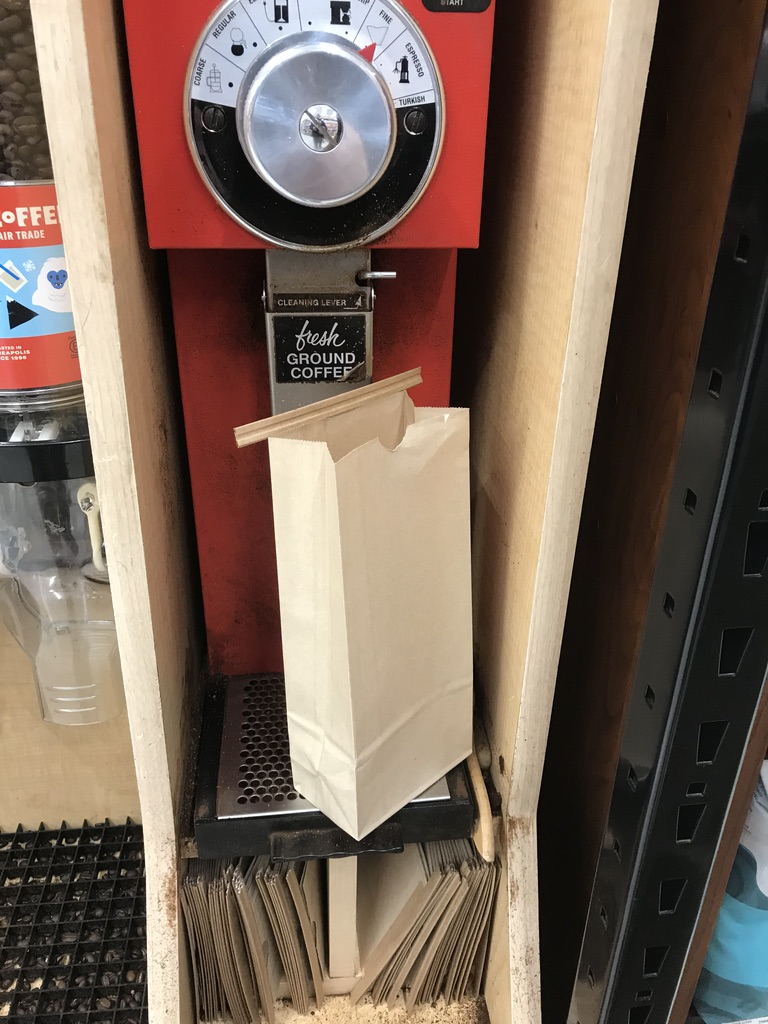
مطحنة قهوة في محل بقالة مع كيس ورقي للبن المطحون